# Рожков, Василий Акимович
Василий Акимович Рожков (5 февраля 1920, Воронеж — 1 января 1968, Куйбышев) — советский футболист, защитник клуба «Крылья Советов», тренер.

## Биография
Начал играть в футбол в Воронеже.
В 1942 году авиационный завод № 18 имени К. Е. Ворошилова вместе с командой был эвакуирован в Куйбышев. 
Вместе с Николаем Михеевым, Борисом Герасимовым, Михаилом Ходней, Сергеем Румянцевым, Дмитрием Синяковым, Алексеем Колесниковым и Владимиром Теляком вошёл в основной состав нового клуба «Крылья Советов».
Играл в «Крыльях» в первом послевоенном чемпионате 1945 года, в том сезоне команда вышла в класс «А», а Рожков провел на поле 7 из 17 игр первенства. В 1946 за основной состав не выступал.
В 1947 провел 4 игры в классе «А».

## Семья
Старший брат — Иван Рожков (1920—1996) — футболист, играл в чемпионате 1945 за «Крылья Советов».